# Oncologie
Oncologie, kankerkunde, cancerologie, of carcinologie is de medische kennis en behandeling van kanker. Een internist die zich in oncologie gespecialiseerd heeft, is medisch oncoloog. De term komt van het Griekse onkos dat massa of tumor, en het achtervoegsel -logie dat 'leer' of 'kunde' betekent.
Een oncoloog houdt zich bezig met:
- Diagnostiek van kanker en gerelateerde problematiek;
- Voorschrijven van chemotherapie;
- Nacontrole van kankerpatiënten na behandeling;
- Palliatieve zorg van patiënten;
- Ethische vragen die kankerzorg omringen;
- Onderzoek van de verwanten van patiënten (van sommige soorten kanker wordt verondersteld dat er een erfelijke basis is, zoals borstkanker).

De oncoloog zit in een multidisciplinair team dat bestaat uit specialisten die zorgen voor adequate en optimale diagnostiek, behandeling en zorg, en follow-up van oncologische patiënten. Zo'n team is afhankelijk van het type vraagstelling en kanker:
- Diagnostisch vlak: pathologie, radiologie, nucleaire geneeskunde;
- Therapeutisch vlak: heelkundige specialismen (chirurgie, gynaecologie, kno enz.), radiotherapie.

Niet alleen artsen houden zich bezig met oncologie maar er wordt ook zeer veel onderzoek verricht naar de oorzaken van kanker en nieuwe behandelmethoden.

## Nederland
Er zijn drie specialistische kankercentra in Nederland, de Daniel den Hoedkliniek, onderdeel van het Erasmus Medisch Centrum in Rotterdam, het Antoni van Leeuwenhoek Ziekenhuis in Amsterdam en het Prinses Máxima centrum voor kinderoncologie. Verder hebben het Nederlands Kanker Instituut en de Vrije Universiteit Amsterdam gezamenlijk de 'Onderzoekschool Oncologie Amsterdam' opgezet voor postdoctoraal onderwijs en onderzoek.

## België
Drie instituten zijn door de Europese Organisatie van Kankerinstituten (OECI) geaccrediteerd als geïntegreerd multidisciplinair centrum voor kankerbehandeling en -onderzoek: het Jules Bordet Instituut, UZ Brussel en AZ Groeninge.
Basisarts · Huisarts · Specialist —
Acute geneeskunde ·
Anesthesie-reanimatie ·
Arbeidsgeneeskunde ·
Arts Maatschappij en Gezondheid ·
Arts voor verstandelijk gehandicapten ·
Beheer van gezondheidsgegevens ·
Cardiologie ·
Dermato-venereologie ·
Endocrino-diabetologie ·
Forensische of gerechtelijke geneeskunde ·
Fysische geneeskunde ·
Gastro-enterologie ·
Geriatrie ·
Gynaecologie en verloskunde ·
Heelkunde ·
Intensieve zorg ·
Interne of inwendige geneeskunde ·
Kinder- en jeugdpsychiatrie ·
Klinische biologie ·
Klinische chemie ·
Klinische farmacologie ·
Klinische genetica ·
Mond-, kaak- en aangezichtschirurgie ·
Nefrologie ·
Neurochirurgie ·
Neurologie ·
Nucleaire geneeskunde ·
Oncologie ·
Oftalmologie of oogheelkunde ·
Orthopedie ·
Otorinolaryngologie, kno-heelkunde of nko-heelkunde ·
Pathologische anatomie ·
Pediatrie ·
Plastische, reconstructieve en esthetische heelkunde ·
Pneumologie of longziekten ·
Psychiatrie ·
Radiologie ·
Radiotherapie-Oncologie ·
Reumatologie ·
Revalidatiegeneeskunde ·
Sociale geneeskunde ·
Sportgeneeskunde ·
Stomatologie of kaakchirurgie ·
Spoedeisende of urgentiegeneeskunde ·
Urologie ·
Verzekeringsgeneeskunde en medische expertise